# Charlottenburger Tor
De Charlottenburger Tor is een neo-barok sierbouwwerk, dat in het begin van de 20e eeuw werd gebouwd ter verfraaiing van de stad Charlottenburg. Het bouwwerk bevindt zich aan de grens van de Berlijnse stadsdelen Charlottenburg en Tiergarten langs de Straße des 17. Juni tussen de Ernst-Reuter-Platz en de Siegessäule. Het bestaat uit twee bouwwerken die tegenover elkaar staan en waartussen de Straße des 17. Juni loopt. De in de poort geïntegreerde Charlottenburger Brücke overspant het Landwehrkanaal. Aan de andere zijde van de brug staan twee zuilen die gelijktijdig met de poort gebouwd zijn.
Op zowel het noordelijke als het zuidelijke poortgebouw staat een standbeeld. Op het zuidelijke staat een beeld van koning Frederik I van Pruisen en op het noordelijke een beeld van diens vrouw Sophie Charlotte van Hannover.
Zoals de Brandenburger Tor de toegang tot Berlijn vormt voor wie vanuit Charlottenburg komt, is de Charlottenburger Tor de toegang tot Charlottenburg voor wie vanuit Berlijn komt. Tussen de beide poorten ligt de Tiergarten.

## Geschiedenis
In februari 1900 schreef het stadsbestuur van Charlottenburg een wedstrijd uit voor het ontwerpen van een poortgebouw dat een schitterende toegang tot de stad moest vormen voor wie vanuit Berlijn komt. In totaal werden er 52 ontwerpen ingezonden en aangezien iedere kunstenaar iets in mocht zenden, zaten er vele ontwerpen van inferieure kwaliteit tussen. De eerste prijs ging naar Friedrich Pützer die een pseudo-middeleeuws poortgebouw voorstelde. Het stadsbestuur wilde echter geen poortgebouw in de ware zin des woords, maar eerder sierbouwsels die aan beide zijden van de straat moesten komen. Er werd uiteindelijk nog een wedstrijd uitgeschreven maar die leverde eveneens geen bevredigende resultaten op.
In 1904 werd begonnen met de bouw van een nieuwe brug over het Landwehrkanal. De architect Bernhard Schaede, die niet mee heeft gedaan aan de wedstrijden, mocht het poortgebouw ontwerpen bij de brug. Hij leverde drie van elkaar verschillende ontwerpen in totdat het stadsbestuur van Charlottenburg tevreden was, dit ontwerp werd tevens goedgekeurd door keizer Wilhelm II. Op 6 mei 1907 werd de grondsteen voor het poortgebouw gelegd.
Het ontwerp van Schaede bestond uit twee enigszins gekromde zuilengalerijen aan de oostzijde van de Charlottenburger Brücke die vijftien meter van elkaar stonden. Aan de andere zijde van de brug stonden twee twintig meter hoge rijkversierde neobarokke zuilen.
De plannen die Adolf Hitler en diens architect Albert Speer hadden met betrekking tot de omvorming van Berlijn tot Welthauptstadt Germania hadden ook gevolgen voor de Charlottenburger Tor. De afstand tussen de zuilengalerijen werd in 1939 vergroot tot 33 meter in verband met de verbreding van de Oost-West-As. Ook werd er een nieuwe brug gebouwd en de zuilen kwamen nu ook op een iets andere plaats te staan.
Tijdens de Slag om Berlijn aan het einde van de Tweede Wereldoorlog raakte de Charlottenburger Tor zwaar beschadigd. De twee zuilen raakten zelfs zo zwaar beschadigd dat men besloot de resten af te breken. De beschadigde zuilengalerijen werden eind jaren zestig gerestaureerd. In 2010 werden de 22 meter hoge zuilen herbouwd.

## Foto's

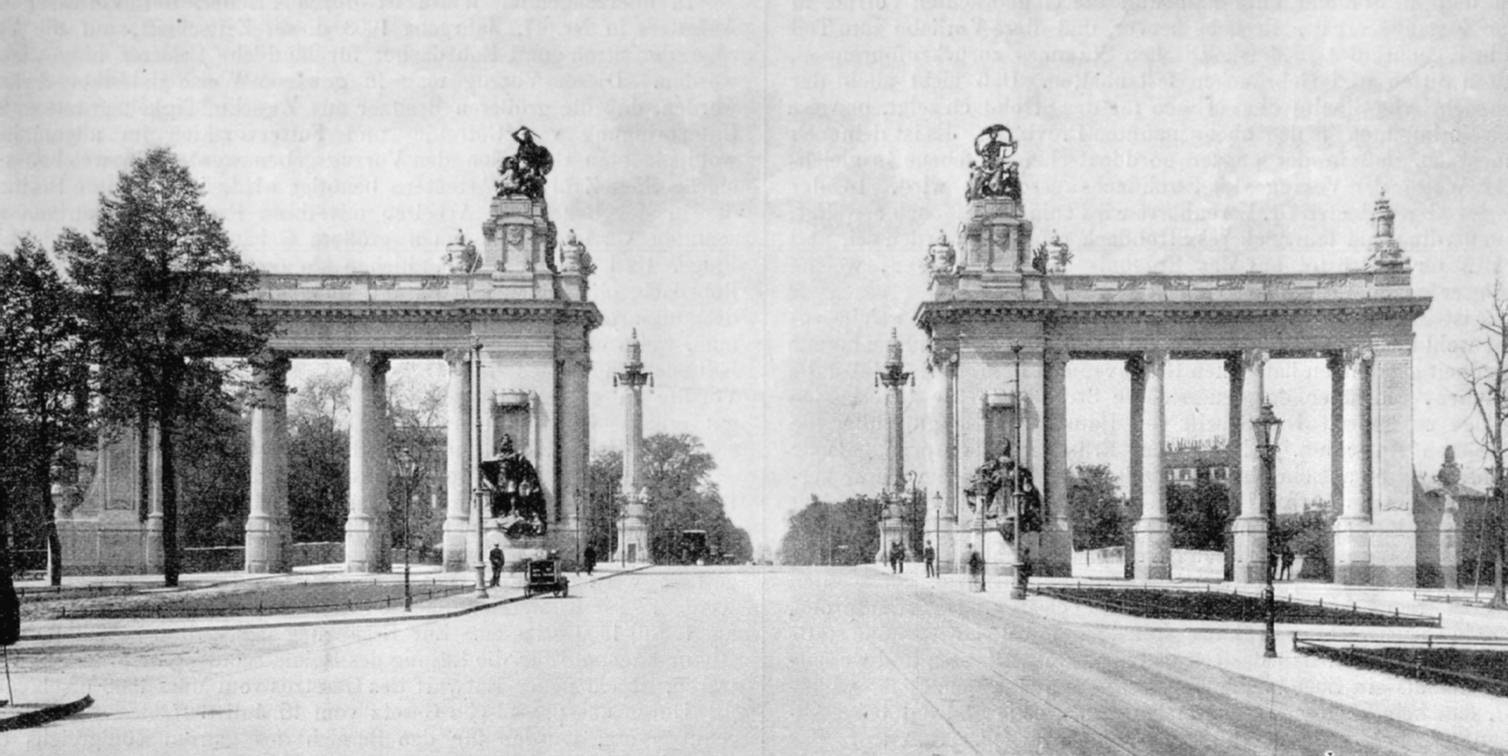
Charlottenburger Tor in 1909
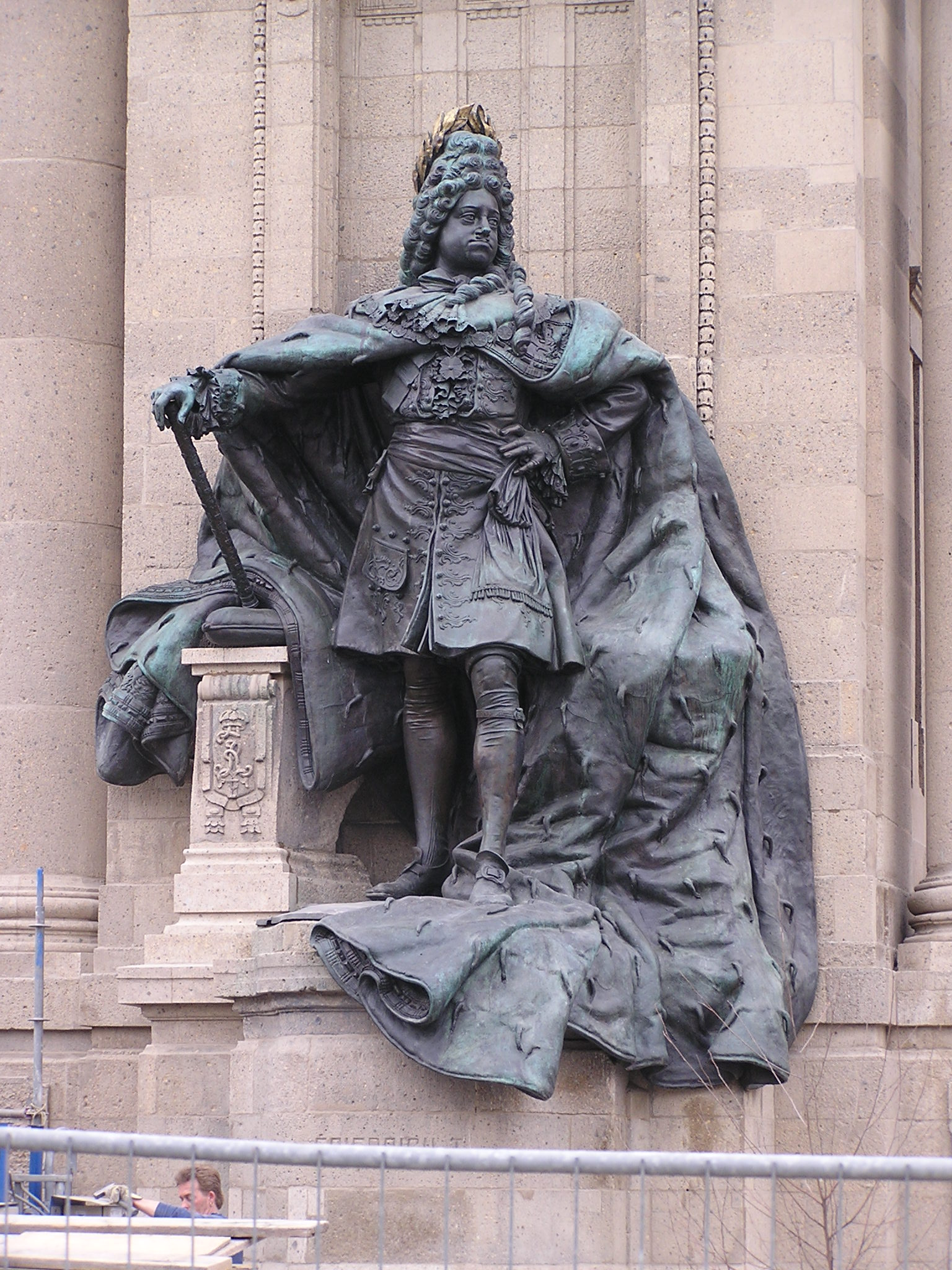
Standbeeld van Frederik I
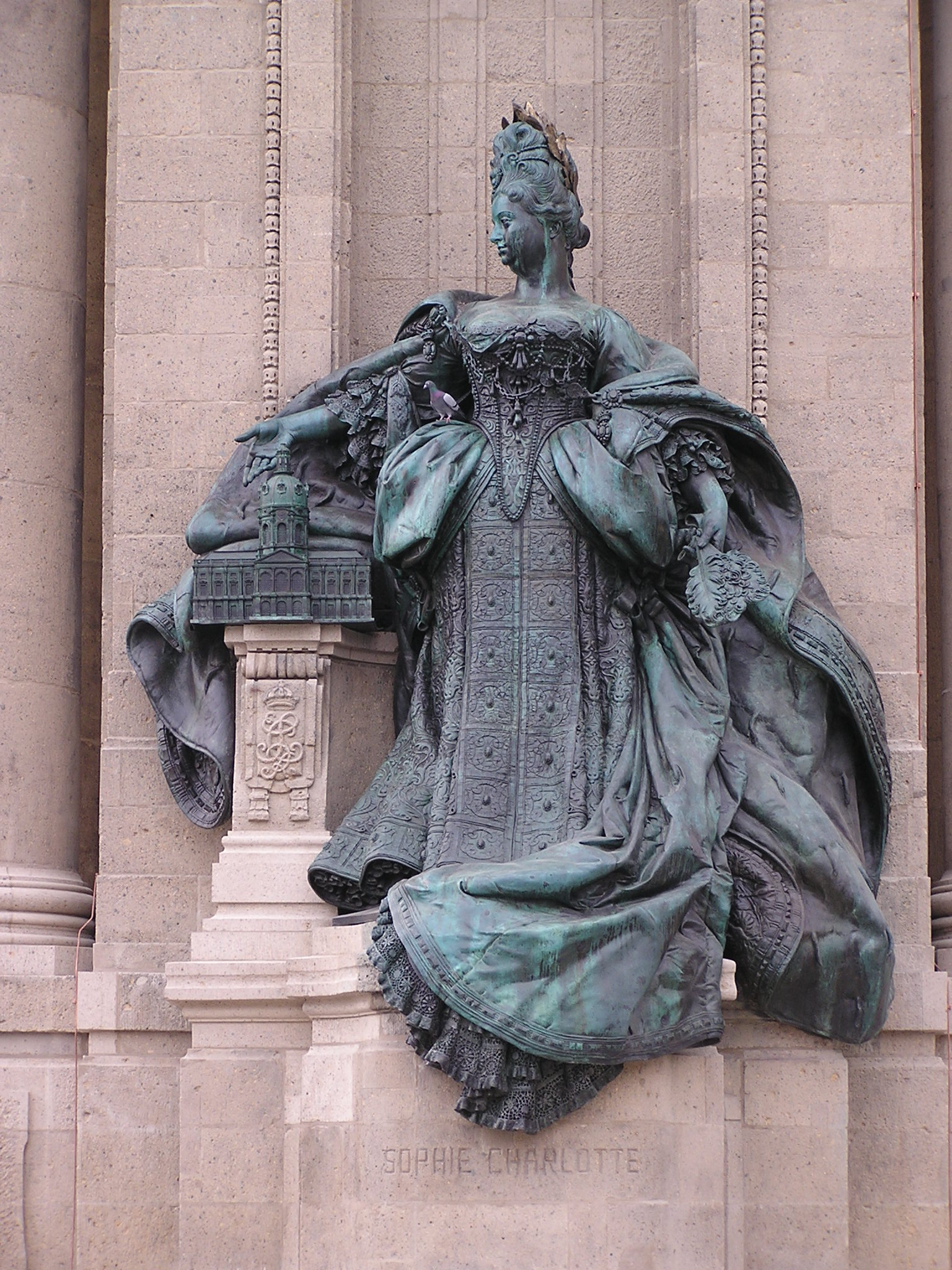
Standbeeld van Sophie Charlotte
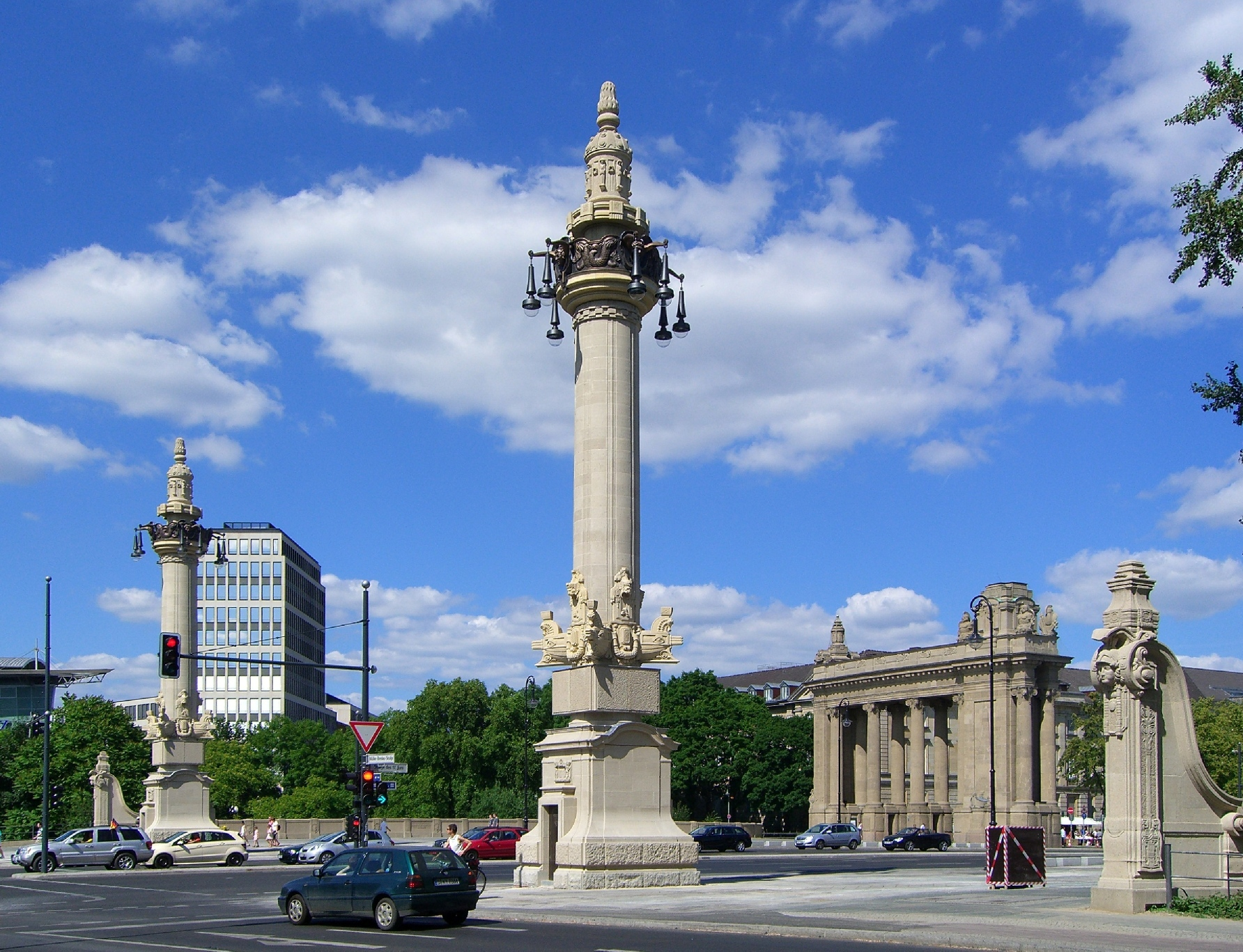
Gereconstrueerde zuilen